# Dasineura hebefolia
Dasineura hebefolia är en tvåvingeart som först beskrevs av Lamb 1951.  Dasineura hebefolia ingår i släktet Dasineura och familjen gallmyggor. Inga underarter finns listade i Catalogue of Life.